# Sarah Lancaster
Sarah Beth Lancaster (* 12. února 1980, Overland Park, Kansas, USA) je americká herečka. Známá je především svou rolí Rachel v seriálu Konečně zazvonilo, nová třída a Madison Kellner v seriálu Everwood. Také si zahrála vedlejší roli v NBC seriálu Scrubs: Doktůrci a roli Marjorie v ABC seriálu What About Brian. V roce 2005 hrála v televizním filmu Život s nepřítelem s Markem Humphreym.
Během let 2007 až 2012 hrála v komediálním seriálu Chuck doktorku a sestru hlavní postavy, Chucka, Ellie Bartowski.

## Životopis
Narodila se a vyrostla v Overland Parku v Kansasu vedle svého mladšího bratra Daniela. Matka, Barbara, byla v domácnosti a otec, Michael, byl realitní agent. Kvůli Michaelově práci se museli Lancasterovi přestěhovat do města Mission Viejo v Kalifornii, kde Sarah chodila do kurzů hraní s R. J. Adamsem.
Schopný agent pro ni zajistil v roce 1993 první hlavní roli v seriálu Konečně zazvonilo, nová třída. Během té doby chodila na vysokoškolské kurzy na Kalifornské univerzity v Irvine, aby urychlila dokončení střední školy. Po dokončení New Hart Jr. High se přestěhovala do Los Angeles, aby se posunula ve své kariéře.
Účinkovala jako host v seriálech jako Sabrina – mladá čarodějnice, Dawsonův svět, Zlatá sedmdesátá, Scrubs: Doktůrci, Kriminálka Las Vegas a Everwood. Během let 2007 až 2012 hrála jednu z hlavních rolí seriálu NBC Chuck. V roce 2014 získala vedlejší roli v seriálu Witches of East End.

## Filmografie

### Film
| Rok  | Název                       | Role              | Poznámky         |
| ---- | --------------------------- | ----------------- | ---------------- |
| 1999 | Alej milenců                | Chloe Grefe       |                  |
| 2000 | Učitelův miláček            | Tracy Carley      |                  |
| 2001 | Velmi nebezpečné známosti 2 | Millicent Davies  | scéna vystřižena |
| 2002 | Chyť mě, když to dokážeš    | žeba              |                  |
| 2008 | Život je stres              | Holly             |                  |
| 2011 | Dobrý doktor                | Christine         |                  |
| 2013 | Fir Crazy                   | Elise MacReynolds |                  |
| 2014 | Soudce                      | Lisa Palmer       |                  |
| 2015 | Christmas in the Smokies    | Shelby Haygood    |                  |
| 2017 | The Terror of Hallow's Eve  | Linda             |                  |
| 2017 | The Stray                   | Michelle Davis    |                  |

### Televize
| Rok       | Název                             | Role                  | Poznámky                                           |
| --------- | --------------------------------- | --------------------- | -------------------------------------------------- |
| 1993–1996 | Konečně zazvonilo, nová třída     | Rachel Meyers         | hostující role (1. řada), hlavní role (2.–4. řada) |
| 1997      | Unhappily Ever After              | Alice                 | díl: „B-Minus Blues“                               |
| 1997      | Sabrina – mladá čarodějnice       | Jean                  | díl: „Dante's Inferno“                             |
| 1997      | Night Man                         | Gloria                | díl: „In the Still of the Night“                   |
| 1998      | Modrý Pacifik                     | Julianne Taylor       | díl: „Best Laid Plans“                             |
| 1998      | Conrad Bloom                      | hezká dívka           | díl: „The Spazz Singer“                            |
| 1999      | Michael Landon, the Father I Knew | Leslie Landon         | TV film                                            |
| 1999      | Undressed                         | Liz                   | hlavní role (1. řada)                              |
| 1999      | Sorority                          | Skylar Sinclair       | TV film                                            |
| 2000      | Zoe, Duncan, Jack & Jane          | Eileen                | díl: „The Customer Is Always Vic“                  |
| 2000      | Dawsonův svět                     | Shelley               | díl: „Stolen Kisses“                               |
| 2000      | Projekt Mercury                   | Carol                 | TV film                                            |
| 2001      | Straight White Male               | Holly                 | TV film                                            |
| 2001      | Dharma a Greg                     | Wendy                 | díl: „Wish We Weren't Here“                        |
| 2002      | Bostonská střední                 | Chrissy Fields        | 2 díly                                             |
| 2002      | Off Centre                        | Kendall               | díl: „Love Is a Pain in the A**“                   |
| 2002      | Zlatá sedmdesátá                  | Melanie               | díl: „Over the Hills and Far Away“                 |
| 2002      | Half & Half                       | Merce                 | 2 díly                                             |
| 2002–2006 | Scrubs: Doktůrci                  | Lisa                  | 3 díly                                             |
| 2003      | Sedmé nebe                        | Veronica              | díl: „Stůj si za svým“                             |
| 2003      | Odpočívej v pokoji                | alternativní dcera    | díl: „Dokonalé kruhy“                              |
| 2003      | Kriminálka Las Vegas              | paní. Mercerová       | díl: „Numismatik“                                  |
| 2003–2005 | Everwood                          | Madison Kellner       | hlavní role (2. řada), vedlejší role (3. řada)     |
| 2004      | Dr. Vegas                         | Veronica Harold       | hlavní role                                        |
| 2005      | Život s nepřítelem                | Allison Conner Lauder | TV film                                            |
| 2006      | Four Kings                        | Heather               | díl: „One Night Stand Off“                         |
| 2006–2007 | What About Brian                  | Marjorie Seaver       | hlavní role                                        |
| 2007–2012 | Chuck                             | Ellie Bartowski       | hlavní role                                        |
| 2009      | Sestra Hawthornová                | Courtney              | díl: „No Guts, No Glory“                           |
| 2013      | A Woman Betrayed                  | Gwen Griffith         | TV film                                            |
| 2013      | Ach, ty Vánoce                    | Elise                 | TV film                                            |
| 2014      | Love Finds You in Sugarcreek      | Rachel Troyler        | TV film                                            |
| 2014      | Looking for Mr. Right             | Annie                 | TV film                                            |
| 2014      | Witches of East End               | Raven Moreau          | vedlejší role (2. řada)                            |
| 2014      | Along Came a Nanny                | Jessie White          | TV film                                            |
| 2015      | Pomsta                            | April Hunter          | díl: „Retaliation“                                 |
| 2015      | Tis the Season for Love           | Beth Baker            | TV film                                            |
| 2016      | Code Black                        | Julia                 | díl: „Sleight of Hand“                             |